# 川端誠
川端 誠（かわばた まこと、1952年1月10日 - ）は、日本の絵本作家。
新潟県高田市（現・上越市）出身。新潟県立高田高等学校、武蔵野美術短期大学商業デザイン科卒業。東京都杉並区在住。

## 略歴
1982年に『鳥の島』でデビュー。デビュー作は高く評価され、第5回絵本にっぽん賞を受賞。以降フリーの絵本作家として、お化けシリーズ、十二支シリーズ、風来坊シリーズ、幼児絵本シリーズ、あいさつの絵本シリーズ等を次々と発表。1994年から発表している古典落語をテーマにした『落語絵本シリーズ』は各方面で話題を呼びヒットした。
その他、『お化けかるた』等のお化けをテーマにした作品を複数発表している。執筆活動のほか、原画展や講演会、絵本の開き読み（読み聞かせ）も各地で開催する。

## 作品一覧
- 鳥の島（1982年、文化出版局からの初版は絶版、BL出版から再出版）ISBN 4-89238-663-4
- ぴかぴかぷつん（1983年、文化出版局からの初版は絶版、BL出版から再出版）ISBN 4-89238-665-0
- 十二支の年越し（1983年、リブロポート）ISBN 4-8457-0107-3
- おばけの夕涼み（1984年、リブロポート）ISBN 4-8457-0126-X
- 幼児絵本シリーズ『いちごです』（1984年、文化出版局）ISBN 4-579-40189-1
- 幼児絵本シリーズ『バナナです』（1984年、文化出版局）ISBN 4-579-40190-5
- 幼児絵本シリーズ『りんごです』（1984年、文化出版局）ISBN 4-579-40191-3
- 幼児絵本シリーズ『みんなひるね』（1985年、文化出版局）ISBN 4-579-40205-7
- 幼児絵本シリーズ『みんなげんき』（1985年、文化出版局）ISBN 4-579-40204-9
- 風来坊（1985年、PHP研究所からの初版は絶版、BL出版から再出版）ISBN 4-89238-687-1
- わたしのまっかなバスケット（1987年、講談社、絶版）ISBN 4-06-131851-9
- お化けかるた（1987年、グランまま社）ISBN 4-906195-36-9
- あいさつの絵本『おめでとう』（1992年、理論社）ISBN 4-652-00204-1
- あいさつの絵本『すみません』（1992年、理論社）ISBN 4-652-00205-X
- あいさつの絵本『こんにちは』（1992年、理論社）ISBN 4-652-00206-8
- あいさつの絵本『ありがとう』（1992年、理論社）ISBN 4-652-00207-6
- あいさつの絵本『さようなら』（1992年、理論社）ISBN 4-652-00208-4
- 幼児絵本シリーズ『みかんです』（1992年、文化出版局）ISBN 4-579-40322-3
- 幼児絵本シリーズ『すいかです』（1992年、文化出版局）ISBN 4-579-40321-5
- 風来坊 危機一髪（1996年、ブックローンからの初版は絶版、BL出版から再出版）ISBN 4-89238-637-5
- 育児絵本『あいうえお』（1997年、小学館）ISBN 4-09-756173-1
- 十二支のお節料理（1999年、BL出版）ISBN 489238741X
- 落語絵本シリーズ『おにのめん』（2001年、クレヨンハウス）ISBN 4-906379-90-7
- 落語絵本シリーズ『めぐろのさんま』（2001年、クレヨンハウス） ISBN 4906379931
- お化けの真夏日（2001年、BL出版）ISBN 4892385921
- お化けの海水浴（2002年、BL出版）ISBN 4892385522
- お化けの冬ごもり（2003年、BL出版）ISBN 4776400367
- 落語絵本シリーズ『ばけものつかい』（2003年、クレヨンハウス）ISBN 4-906379-49-4
- 落語絵本シリーズ『まんじゅうこわい』（2003年、クレヨンハウス）ISBN 4-906379-56-7
- 落語絵本シリーズ『はつてんじん』（2003年、クレヨンハウス）ISBN 4-906379-66-4
- 落語絵本シリーズ『じゅげむ』（2003年、クレヨンハウス）ISBN 4-906379-80-X
- うんこ日記（2004年、BL出版、村中李衣との共著）ISBN 4776400774　　他、多数。